# Isocopris inhiatus
Isocopris inhiatus là một loài bọ cánh cứng trong họ Bọ hung (Scarabaeidae).